# Мальчик в полосатой пижаме (роман)
«Мальчик в полосатой пижаме» (англ. The Boy in the Striped Pyjamas) — роман, написанный ирландским писателем Джоном Бойном. Первая книга вышла в 2006 году. Роман сразу же был номинирован на два десятка литературных премий, в том числе и на British Book Award. Издан более чем на 50 языках. Это история о невинности, о двух мальчиках, разделенных колючей проволокой.
Русский перевод был выпущен Еленой Полецкой в 2009 году в издательстве «Фантом Пресс».

## Сюжет
История описана глазами девятилетнего немецкого мальчика Бруно, который беззаботно живёт в прекрасном пятиэтажном доме в Берлине вместе со своей семьей и друзьями. Однажды Бруно приходит домой и обнаруживает, что горничная Мария складывает его вещи в чемодан, так как семья вынуждена переехать в Аж-Высь, потому что у отца новое важное назначение по службе. Но новое место Бруно не нравится: не обнаружив поблизости детей, с которыми можно было бы поиграть, он скучает. Тогда он отправляется исследовать территорию, которая просматривается из окна в его комнате, где люди разгуливают в одинаковых полосатых пижамах. Там он и встретил своего нового друга — еврейского мальчика, Шмуэля, сидящего по ту сторону ограды. Оказалось, что оба мальчика родились в один и тот же день, и, как считал Бруно, у них много общего. Они регулярно встречались у ограды, но время шло и родители решили, что Бруно с мамой и сестрой должны уехать обратно в Берлин. Тогда он решил сходить попрощаться со своим другом. Именно в этот момент Бруно решает помочь Шмуэлю разыскать отца, пропавшего накануне. Переодевшись, он становится похожим на остальных узников, в таком виде мальчик пролезает на ту сторону ограды. Обоих эсэсовцы отправляют в газовую камеру.

## Герои
Бруно — главный герой, девятилетний немецкий мальчик, который ещё мало понимает, что творится вокруг него. Умный, любит читать (предпочитает книги об исследователях и приключениях). Бруно любознательный, довольно спокойный и неконфликтный. Ему интересно все новое, особенно новый друг Шмуэль и необычная ферма за колючей проволокой.
Шмуэль — новый друг Бруно, живущий за колючей проволокой. До войны жил в Польше, говорит по-польски и по-немецки. Вырос в семье часовщика.
Ральф — отец Бруно, офицер СС, стремится сделать карьеру, поэтому, получив повышение и новую должность, он с радостью соглашается на необходимый для работы переезд, несмотря на мнение остальных членов семьи. Всецело предан Рейху, но трагедия сына полностью рушит его мир.
Эльза — мать Бруно. Красивая, эмоциональная женщина. Постепенно пассивное недовольство Эльзы из-за соседства с концлагерем перерастает в настоящую истерику, а сама Эльза начинает тревожиться за детей; чуть ли не впервые Ральф прислушивается ко мнению жены.
Гретель — сестра Бруно. В начале романа Гретель — самая обычная девочка 12-ти лет, любящая кукол и повредничать. Проникнувшись гитлеровской идеологией, навязанной новым учителем истории, Гретель выбрасывает всех кукол в подвал, а на стену в своей комнате вешает портрет Гитлера и карту Европы, где активно отмечает продвижение германского фронта, начинает читать газеты. Несмотря на частые перебранки и некую высокомерность Гретель, между ней и Бруно хорошие отношения. Девочка сильно переживала потерю брата.
Натали — бабушка Бруно. Не поддерживает стремление сына преуспеть в военной сфере, открыто осуждает его успехи, презирает Гитлера и новые идеалы Германии. Любит своих внуков, всецело посвящая свою компанию им.
Матиас — дедушка Бруно. Убежденный нацист типичного для немцев того времени характера.

## Отзывы прессы
- «Иногда среди потока книг появляется та, что пробуждает чувства, тревожит ум и надолго застревает в памяти. „Мальчик в полосатой пижаме“ — именно такая книга». The Yorkshire Evening Post[англ.]
- «Очень просто и совершенно незабываемо. В этой книге нет никаких монстров и страшилищ, но настоящий ужас всегда прячется в обыденном». Ireland On Sunday
- «Грустная, глубокая и будоражащая притча о человеческой чистоте, которая всегда по ту сторону добра и зла». The First Post[англ.]
- «Маленький шедевр». The Guardian
- «Удивительная вещь, такая простая и такая легкая, она буквально разрывает душу». The Irish Times

## Экранизация
Фильм был снят в 2008 году режиссёром Марком Херманом.